# Sinuosidad de un río

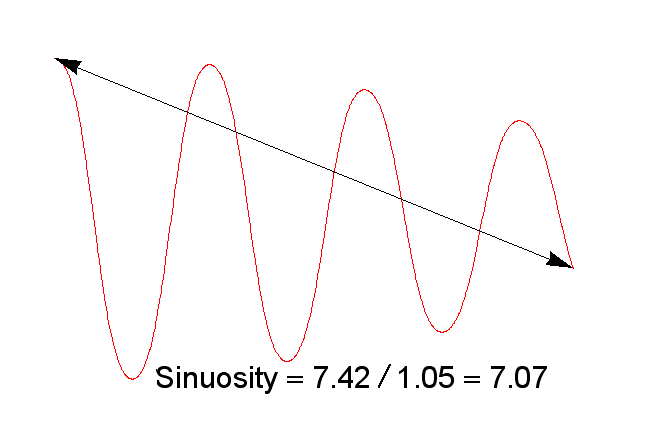
Cálculo de la sinuosidad.

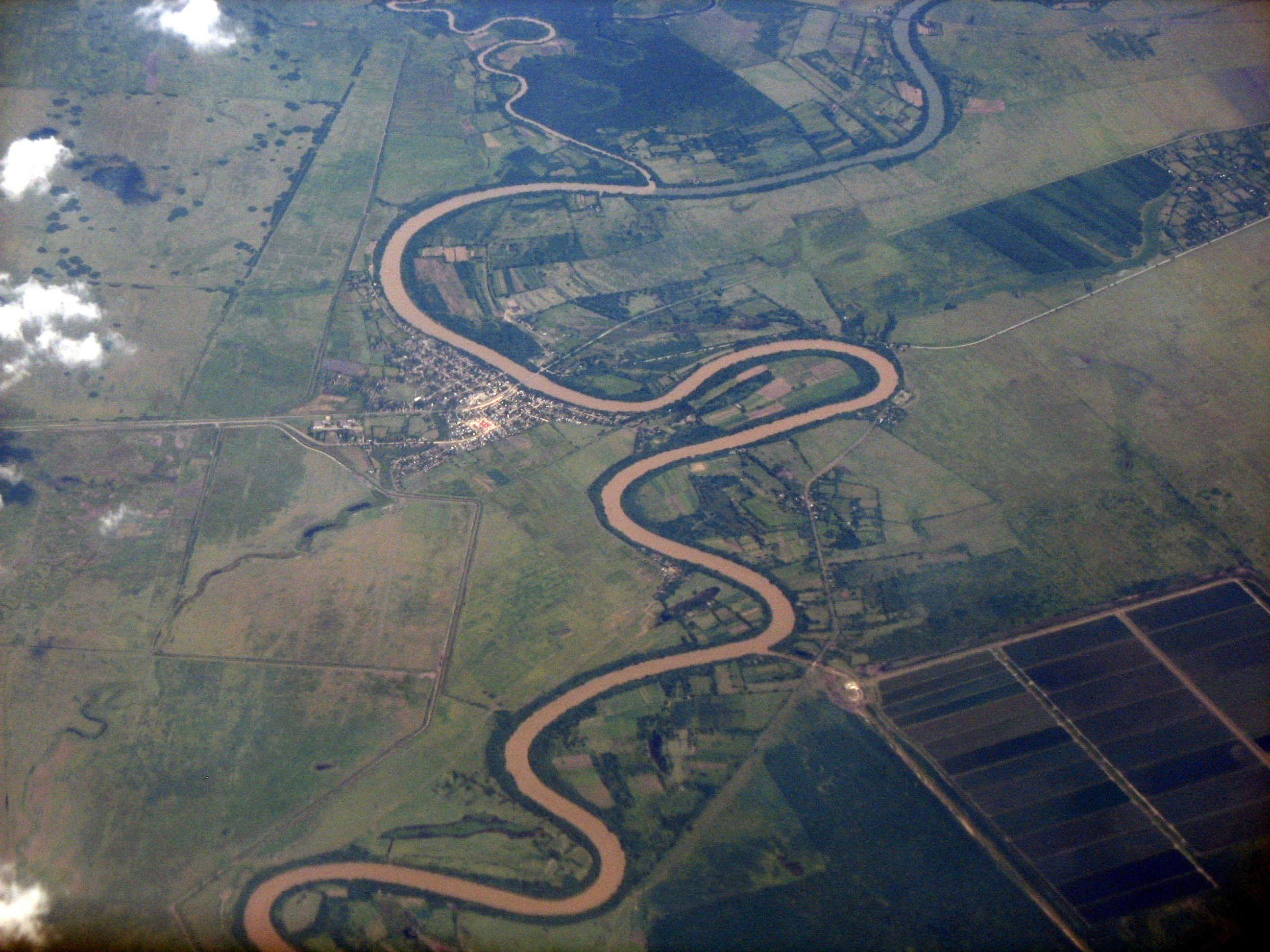
Meandros del río Río Cauto en Cuba. El cauce del río no discurre aguas abajo por el camino más corto, por lo que su índice de sinuosidad (distancia observada/distancia esperada) es mayor de 1.

La sinuosidad de un río es el índice que representa cuanto el trazado del río se aparta de una línea recta. Se mide por la relación entre la distancia que separa dos puntos a lo largo de la parte más profunda del cauce, o thalweg y la distancia en línea recta entre ellos. Un cauce en línea recta tiene una sinuosidad de 1.0, mientras que se describen los ríos como meándricos cuando la sinuosidad es mayor de 1.5.
La sinuosidad "P" puede definirse por la expresión:
{\displaystyle P={\frac {Long.thalweg}{Long.valle}}}